# Serginho Fraldinha
Sérgio Ricardo Ramalho, mais conhecido por Serginho Fraldinha (São Paulo, 27 de maio de 1973), é um ex-futebolista brasileiro que atuava como ponta.

## Carreira
Formado no "Pequeninos do Jockey", o arisco e driblador Serginho chamou a atenção do Palmeiras numa excursão à Europa. Terminado o torneio, o Palmeiras o levou para suas divisões de base.
Estreou em 25 de abril de 1990, aos 16 anos, 10 meses e 28 dias, contra o União São João, no Campeonato Paulista, sendo um dos mais jovens a atuar na história do time. Pelo clube, jogou pela equipe profissional apenas em 23 jogos (nove vitórias, nove empates e cinco derrotas) e não marcou nenhum gol.
Considerado uma promessa pelo clube, ele se envolveu numa das trocas mais curiosas da história do futebol brasileiro: para contratar o volante César Sampaio, do Santos, o Palmeiras cedeu ao clube santista os jogadores Serginho Fraldinha e Ranielli. Esta transação, ocorrida no ano de 1990, é lamentada até hoje pelos torcedores santistas, já que César Sampaio acabou se tornando ídolo do verdão, e tanto o Serginho quanto o Ranielli, tiveram uma passagem sem brilho pela Vila Belmiro.
Em 1995, foi negociado com o São José. Em sua estreia, se contundiria gravemente, sofrendo ruptura no ligamento cruzado, parando por quase um ano. No ano seguinte, jogou no América de São José de Rio Preto.
Entre 2000 e 2001 jogou no União da Madeira e no Estrela Amadora, ambos da primeira divisão portuguesa.
Por conta das contusões, aposentou-se do futebol aos 28 anos, em 2001.

## Estatística
| Temporada(s) | Clube            | Partidas | Gols   |
| ------------ | ---------------- | -------- | ------ |
| 1989-1990    | Palmeiras        | 23 jogos | 0 gols |
| 1991-1994    | Santos           | 84 jogos | 8 gols |
| 1995         | São José         |          |        |
| 1996         | América/SP       |          |        |
| 1997         | São Carlense     |          |        |
| 1998         | União da Madeira | 28 jogos | 4 gols |
| 1999         | Stade Tunisien   |          |        |
| 2000-2001    | Estrela Amadora  | 28 jogos | 1 gol  |

| Ano  | Seleção       | Partidas | Gols   |
| ---- | ------------- | -------- | ------ |
| 1989 | Brasil Sub-17 | 4 jogos  | 0 gols |
| 1991 | Brasil Sub-20 | 3 jogos  | 0 gols |

## Conquistas
Seleções Brasileiras de Base
- Vice-campeão do Mundial Sub-20 de 1991